# Chrome (游戏)
Chrome是一个Techland开发的第一人称射击电子游戏，由Strategy First发布于2003年。前傳Chrome: SpecForce于2005年发布。2006年3月，Techland为Chrome Engine的最新版本发布了前傳。